# Cavinti
Cavinti is een gemeente in de Filipijnse provincie Laguna op het eiland Luzon. Bij de laatste census in 2010 telde de gemeente bijna 21 duizend inwoners.

## Geografie

### Bestuurlijke indeling
Cavinti is onderverdeeld in de volgende 19 barangays:
| - Anglas - Bangco - Bukal - Bulajo - Cansuso - Duhat - Inao-Awan - Kanluran Talaongan - Labayo - Layasin | - Layug - Mahipon - Paowin - Poblacion - Silangan Talaongan - Sisilmin - Sumucab - Tibatib - Udia |

## Demografie
Cavinti had bij de census van 2010 een inwoneraantal van 20.809 mensen. Dit waren 340 mensen (1,7%) meer dan bij de vorige census van 2007. Ten opzichte van de census van 2000 was het aantal inwoners gegroeid met 1.315 mensen (6,7%). De gemiddelde jaarlijkse groei in die periode kwam daarmee uit op 0,65%, hetgeen lager was dan het landelijk jaarlijks gemiddelde over deze periode (1,90%).

De bevolkingsdichtheid van Cavinti was ten tijde van de laatste census, met 20.809 inwoners op 203,58 km², 102,2 mensen per km².